# Entamoeba gingivalis

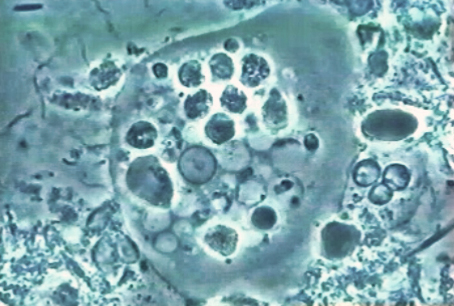
Entamoeba gingivalis tirée du biofilm à l'état frais d'un patient traité pour une parodontite agressive sous microscope à contraste de phase grossissement de 1000x. L'ectoplasme et le pseudopode sont de type hyalin sans granules et l'endoplasme contient le noyau circulaire avec ses grains de chromatine au pourtour incluant le karyosome central entouré des nombreux restes de noyaux de globules blancs phagocytés par l'amibe. Au pourtour quelques restes de globules blancs polynucléaires neutrophiles et bactéries motiles pathogènes.

Espèce
Classification NCBI
L'amibe de la bouche, Entamoeba gingivalis, est la première espèce d'amibes découverte chez l'homme. Elle habite la cavité buccale, sur la gencive des espaces interdentaires, dans le tartre dentaire et les clapiers pyorrhéiques. On peut la trouver également dans le mucus bronchique, risquant alors d'égarer le diagnostic vers une suppuration amibienne du poumon du fait de sa grande ressemblance avec Entamoeba histolytica, il est donc nécessaire de bien la connaître.
On ne connait que la forme végétative, très active, large de 12 à 150 microns, avec noyau de type Entamoeba, un ectoplasme bien différencié et un endoplasme contenant des leucocytes phagocytés et, rarement, une ou deux hématies.
Cette amibe peut avoir un caractère pathogène par exonucléophagie en corrélation avec la maladie parodontale,, une maladie infectieuse qui amène la perte des dents par déchaussement. Les amibes sont constamment présentes dans le tissu gingival inflammé où elles sont capables de détruire les éléments cellulaires et matriciels.

## Diagnostic
L'amibe Entamoeba gingivalis peut facilement être détectée par microscopie à contraste de phase sur un examen à l'état frais du biofilm parodontal infecté. Le montage se fait sur milieu salivaire pour éviter les déformations que l'eau courante ou une solution saline pourraient apporter. Les colorations dessicantes ont tendance à la déformer au point de la rendre difficilement reconnaissable.

## Traitement
Les amibes, habitant des cryptes caverneuses, en général sont sensibles à un changement d'osmolarité. Elles sont affectées par l'apport d'oxygène, l'eau oxygénée, le sel et le bicarbonate de soude, les solutions citrines et l'alcool à plus de 40 degrés.
Des crèmes à base de métronidazole hydrophile peuvent être appliquées dans des lésions gingivales superficielles, mais le métronidazole par voie systémique éliminera des lésions parodontales plus profondes. L'hygiène dentaire demeure toujours un atout de base.

## Prévention
Les contacts directs ou indirects avec les sujets infectés incluant les animaux de compagnie semblent des habitudes à ne pas encourager. Éviter l'eau contaminée surtout dans les régions tropicales. La gingivite dite réversible semble un terrain favorable où les amibes peuvent facilement se nourrir des globules rouges et des globules blancs rencontrés.

## Media
L'activité principale de l'amibe Entamoeba gingivalis dans les crevasses parodontales infectées, en plus de se déplacer, consiste à se nourrir des noyaux des globules blancs polymorphonucléaires neutrophiles. À la suite de l'adhésion du PMN et à son engourdissement, l'amibe pénètre le cytoplasme pour atteindre le noyau et littéralement succionner son contenu via la pression négative du pseudopode. Sa nourriture ainsi ingurgitée est digérée progressivement à l'intérieur de l'endoplasme. La phagocytose peut parfois se poursuivre pour plus de 20 noyaux ingurgités. Cette activité laisse en place un PMN énucléé, incapable d'accomplir son apoptose préprogrammée et probablement son activité NETS, qui sera déversé sur les tissus environnants entrainant des enzymes protéolytiques à partir des restes de cette cellule fantôme dès lors hors contrôle et capable alors de destruction cellulaire.